# 反资本主义者

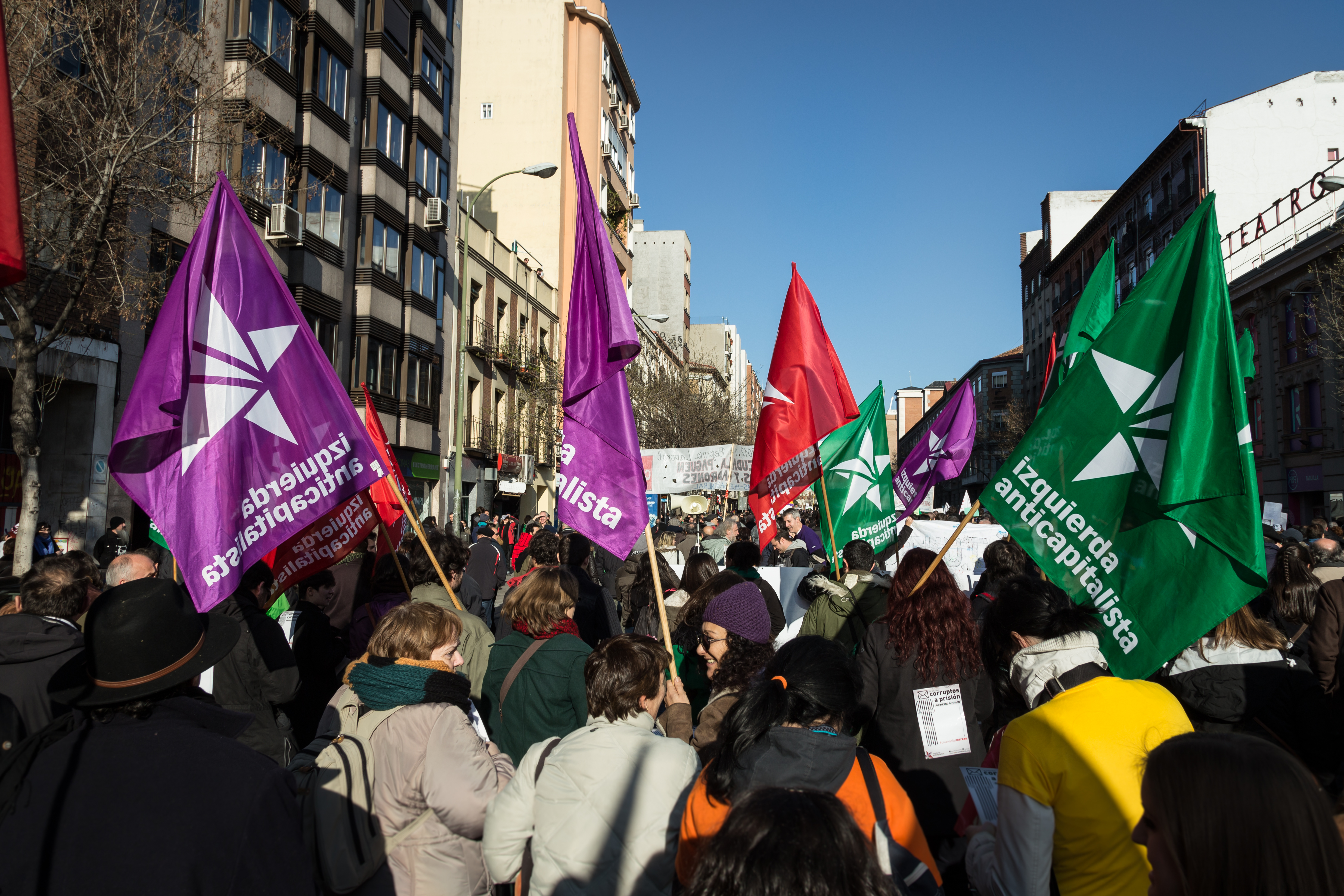
2013年，反资本主义左翼成员参加马德里街头的游行示威活动。

反资本主义者（西班牙語：Anticapitalistas）是第四国际西班牙支部。
该组织成立于1995年，当时取名为替代空间。2008年11月，改名为反资本主义左翼。2014年，该组织发起了一场名为“愤怒者运动”的反紧缩政治运动，不久导致了左翼政党“我们能”的成立。2015年1月，该组织决定更名为“反资本主义者”，并加入“我们能”党，成为其内部的一个政治派别。一些成员反对这一决定，另行建立革命反资本主义左翼。2020年，该组织退出我们能。
该组织曾派代表出席欧洲反资本主义左翼的会议。2015年，该组织成员何塞·玛丽亚·冈萨雷斯·桑托斯当选加的斯市长。